# Тейман
Тейман або Сде-Тейман (івр. תימןתימן) — ізраїльський аеропорт, розташований в Південному окрузі Ізраїлю, приблизно за 10 км на північний захід від міста Беер-Шева.
До 1966 року був основним військовим аеродромом для штабу Південного військового округу Ізраїлю, розташованого неподалік від аеропорту. З 1966 року використовується лише як цивільний аеропорт.

## Історія

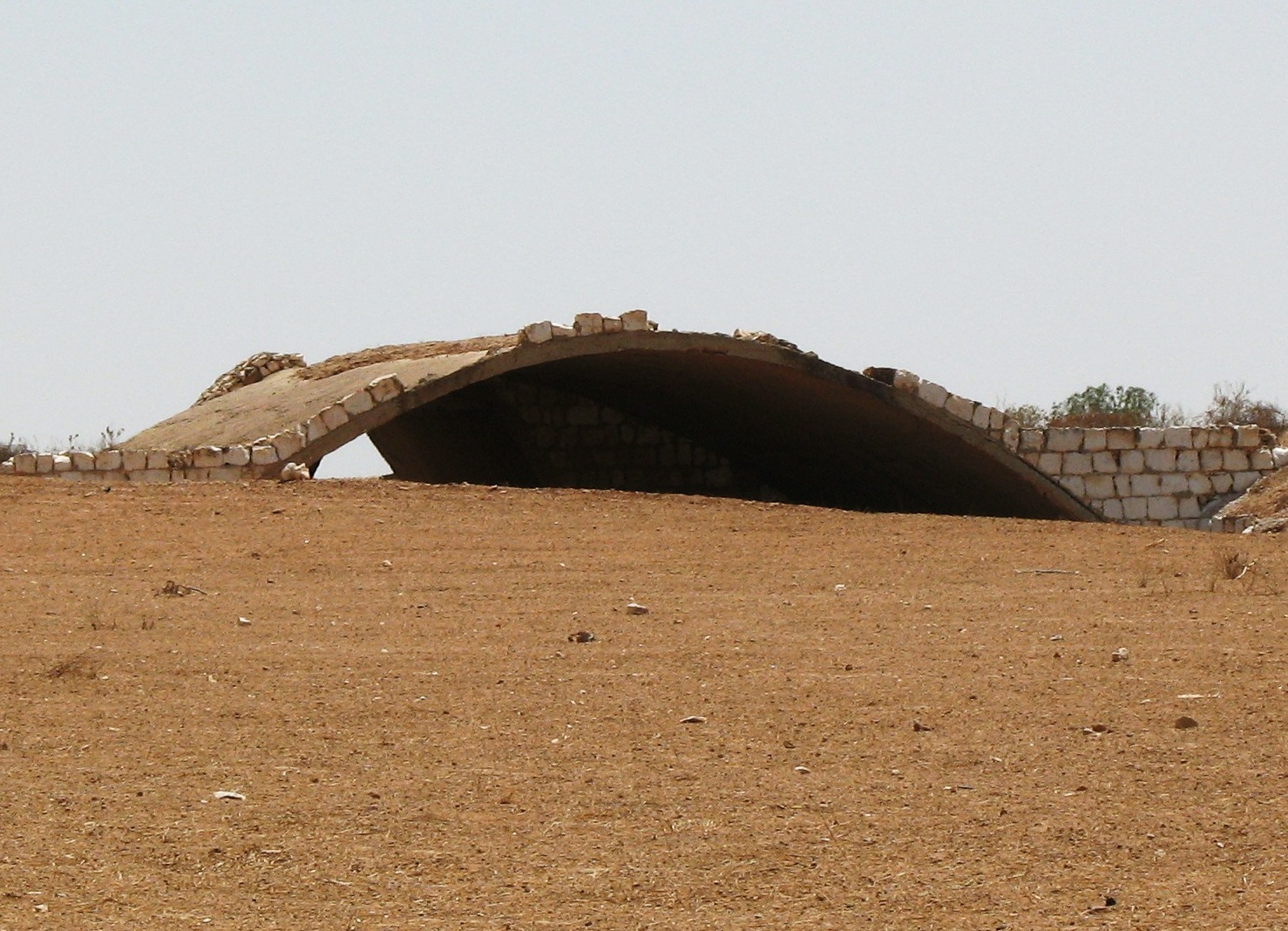
Залишки британських ангарів

Аеропорт був побудований британцями на початку сорокових років під час Другої Світової війни, для польотів у бік територій в пустелі, зайнятих нацистами. Дотепер в районі аеропорту можна побачити залишки ангарів часів британського мандата в Палестині.
Після утворення держави Ізраїль, аеропорт Тейман використовувався для внутрішніх польотів державної авіації на лінії Тель-Авів — Беер-Шева. Ці лінії працювали протягом досить короткого часу і були скасовані через низький попит. 
Під час Синайської кампанії аеропорт використовувався як основа для розгортання передньої лінії ескадрилей літаків «Мустанг» ВПС Ізраїлю.

## Використання

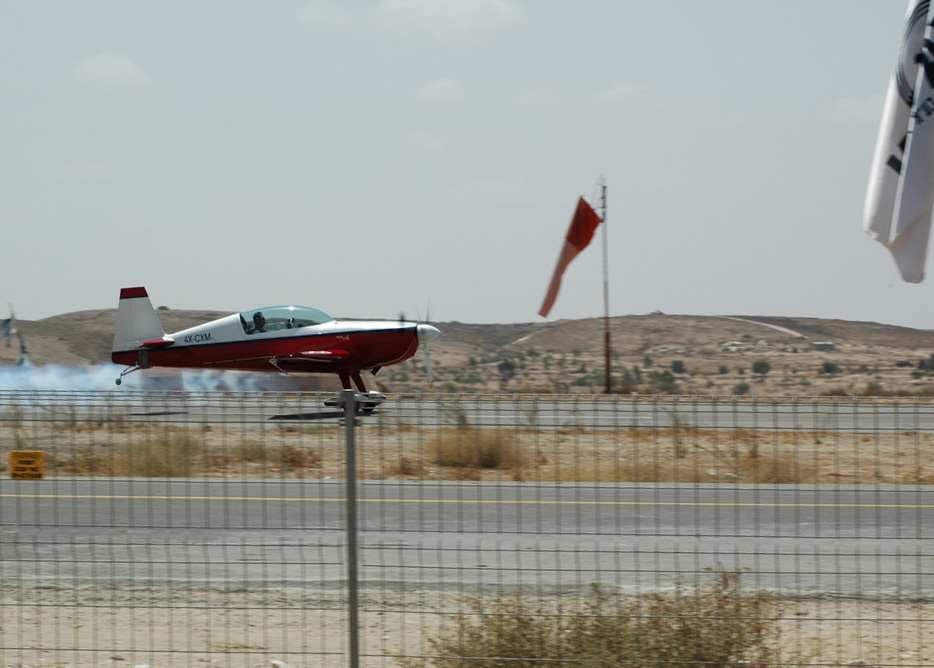
Приватний літак приземляється на аеродромі Тейман

Аеропорт Тейман використовується для польотів авіації загального призначення, для планеризму і стрибків з парашутом, а також для навчальних польотів і приватних заходів.

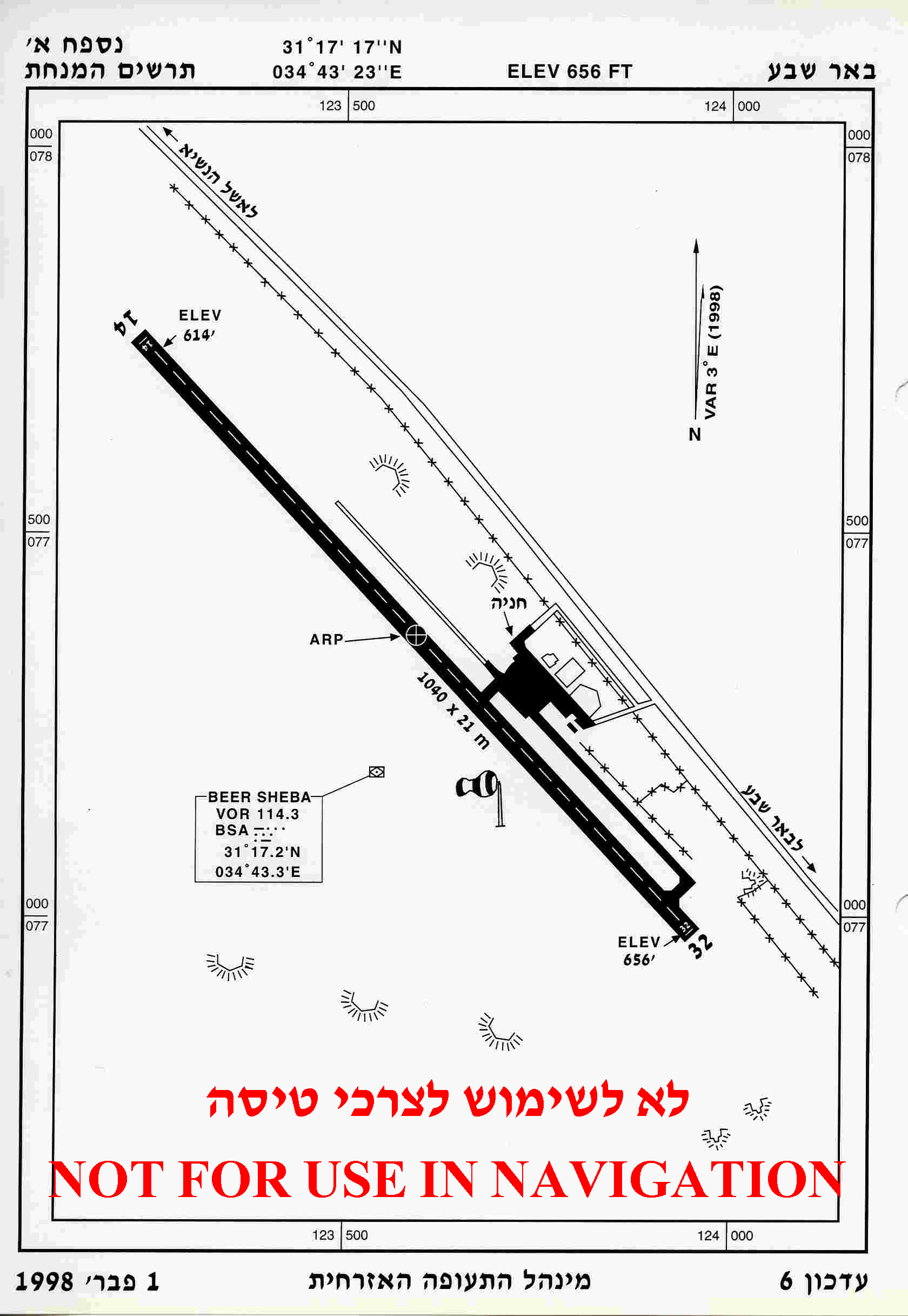
Схема ЗПС аеродрому Тейман